# اشتینگر ۱۳۲۵۳
سیارک ۱۳۲۵۳ (به انگلیسی: 13253 Stejneger، نامگذاری:1998OM13)۱۳۲۵۳مین سیارک کشف شده‌است که در ۲۶ ژوئیه ۱۹۹۸ کشف شد.